# Csádi labdarúgó-bajnokság (első osztály)
A Chad Premier League a csádi labdarúgó bajnokságok legfelsőbb osztályának elnevezése. 1988-ban alapították és 10 csapat részvételével zajlik. A bajnok a bajnokok Ligájában indulhat.

## A 2011-es bajnokság résztvevői
- AS CotonTchad (N'Djamena)
- AS DGSSIE (N'Djamena)
- Elect-Sport FC (N'Djamena)
- Foullah Edifice FC (N'Djamena)
- Gazelle FC (N'Djamena)
- Geyser (N'Djamena)
- Postel 2000 FC (N'Djamena)
- Renaissance FC (N'Djamena)
- Toumaï FC (Logonne Oriental)
- Tourbillon FC (N'Djamena)

## Az eddigi bajnokok
| - 1962-71 : ismeretlen - 1972 : Yal Club - 1973 : Yal Club - 1974-78 : ismeretlen - 1979-86 : nem volt bajnokság - 1987 : ismeretlen - 1988 : Elect-Sport - 1989 : Renaissance N'Djamena - 1990 : Elect-Sport - 1991 : Tourbillon - 1992 : Elect-Sport - 1993 : Postel 2000 - 1994 : Renaissance Abéché - 1995 : Postel 2000 - 1996 : AS CotonTchad - 1997 : Tourbillon - 1998 : AS CotonTchad - 1999 : Renaissance Abéché - 2000 : Tourbillon | - 2001 : Tourbillon - 2002 : ismeretlen - 2003 : nem volt bajnokság pénzügyi okokból - 2004 : Renaissance N'Djamena - 2005 : Renaissance N'Djamena - 2006 : Renaissance N'Djamena - 2007 : Renaissance N'Djamena - 2008 : Elect-Sport - 2009 : Gazelle - 2010 : Tourbillon - 2011 : Foullah Edifice - 2012 : Gazelle - 2013 : Foullah Edifice - 2014 : Foullah Edifice - 2015 : Gazelle - 2016 : Gazelle |

## Bajnoki címek eloszlása
| Klub                  | Város     | Bajnoki címek | Utolsó |
| --------------------- | --------- | ------------- | ------ |
| Tourbillon            | N’Djamena | 5             | 2010   |
| Renaissance N'Djamena | N’Djamena | 5             | 2007   |
| Elect-Sport           | N’Djamena | 4             | 2008   |
| Gazelle               | N’Djamena | 4             | 2016   |
| Foullah Edifice       | N’Djamena | 3             | 2015   |
| AS CotonTchad         | N’Djamena | 2             | 1998   |
| Postel 2000           | N’Djamena | 2             | 1995   |
| Renaissance Abéché    | Abéché    | 2             | 1999   |
| Yal Club              | N’Djamena | 1             | 1973   |